# مرد عنکبوتی (فیلم ۱۹۷۷)
مرد عنکبوتی (به انگلیسی: Spider-Man) یک تله‌فیلم آمریکایی ساخته سال ۱۹۷۷ است که از شبکه CBS پخش شد. این فیلم در خارج از آمریکا به صورت فیلم سینمایی از قسمت‌های مجموعه تلویزیونی مرد عنکبوتی شگفت‌انگیز ۱۹۷۷ منتشر شد. کارگردانی این فیلم را ئی. دابلیو. سوئکهمر، نویسندگی آن را آلوین بورتز بر عهده داشت. در این فیلم نیکولاس هاموند در نقش مرد عنکبوتی، دیوید وایت، مایکل پاتاکی، جف دانل و تایر دیوید بازی می‌کنند.
این اولین فیلم مرد عنکبوتی است که توسط کلمبیا پیکچرز تولید شده‌است. دو دنباله دیگر برای این فیلم با عنوان مرد عنکبوتی تلافی می‌کند (۱۹۷۸) و مرد عنکبوتی: چالش اژدها (۱۹۸۱) تولید شده‌است.

## داستان
پیتر پارکر (نیکلاس هاموند)، یک عکاس مستقل برای دیلی بیوگل، توسط یک عنکبوت رادیواکتیو گزیده می‌شود و متوجه می‌شود که قدرت‌های فوق‌العاده ای مانند قدرت فوق‌العاده، چابکی و توانایی بالا رفتن از دیوارها و سقف‌ها را به دست آورده‌است. هنگامی که یک گورو مرموز (تایر دیوید) افراد را تحت کنترل ذهنی قرار می‌دهد - از جمله یک دکتر و یک وکیل - برای سرقت از بانک‌ها و تهدید می‌کند که ده نیویورکی به دستور او خودکشی می‌کنند مگر اینکه شهر به او ۵۰ میلیون دلار بپردازد، پیتر تبدیل به قهرمان لباس پوشیده عنکبوتی می‌شود. -مرد برای جلوگیری از نقشه شیطانی کلاهبردار. وقتی شرور پیتر پارکر و دوستش جودی را هیپنوتیزم می‌کند تا یکی از ده نفری باشند که به دستور از ساختمانی بپرند، اوضاع بد می‌شود. با کمی شانس، پیتر می‌تواند آزاد شود و سپس گورو را در مسیر خود متوقف کند.

## بازیگران
| بازیگر         | نقش                      |
| -------------- | ------------------------ |
| نیکولاس هاموند | پیتر پارکر / مرد عنکبوتی |
| دیوید وایت     | جیمز جونا جیمسون         |
| جف دانل        | زن‌عمو می                 |
| مایکل پتکی     | کاپیتان باربرا           |
| لیسا ایلبچر    | جودی تایلر               |
| هیلی هیکس      | رابی رابرتسون            |
| رابرت هستینگز  | مونهان                   |
| ایور فرانسیس   | پروفسور نوآ تایلر        |
| تایر دیوید     | ادوارد بایرون            |

## تولید
سکانس معروف (به گفته چه کسی؟) که در آن مرد عنکبوتی از سقف یک دفتر می‌خزد و به دیوار می‌پرد، با استفاده از مجموعه پیچیده‌ای از قلاب‌ها و کابل‌های پنهان شده در مسیرهای سقف انجام شد. دستگیره‌های بدلکاری، فرد واو (بدلکار/هماهنگ‌کننده بدلکاری) را به سقف برد و او سپس با استفاده از یک مسیر لغزنده در راهرو فرود آمد در حالی که فشار سیم او را به سمت بالا می‌کشید. صحنه ای که در آن مرد عنکبوتی از ساختمان به ساختمان تاب می‌خورد بسیار گران و خطرناک بود و نیاز به دو روز تقلب داشت. برای جلوگیری از تکرار این کار، این شیرین‌کاری از زوایای چند دوربین فیلمبرداری شد تا فیلم اضافی ایجاد شود که می‌تواند در قسمت‌های بعدی سریال تلویزیونی استفاده شود.

## انتشار و بازخورد
این فیلم برای اولین بار در ۱۴ سپتامبر ۱۹۷۷ از شبکه CBS پخش شد. امتیاز ۱۷٫۸ را با ۳۰ سهم دریافت کرد که آن را به بالاترین عملکرد تولید CBS در کل سال تبدیل کرد. در خارج از کشور، این فیلم در سینما و توسط کلمبیا پیکچرز توزیع شد. به‌ویژه در بریتانیا، مرد عنکبوتی به‌عنوان اولین فیلم در دو لایحه با سندباد و چشم ببر هم اکران مستقل و هم مجدداً منتشر شد. این فیلم VHS / Laserdisc را به عنوان یک فیلم مستقیم به ویدیو در سال ۱۹۸۰ دریافت کرد.

## دنباله
مرد عنکبوتی تلافی می‌کند، ترکیبی از اپیزود دو قسمتی «گرد و غبار مرگبار» از مجموعه تلویزیونی مرد عنکبوتی شگفت‌انگیز ۱۹۷۷، که در ۲۱ دسامبر ۱۹۷۸ در سینماهای اروپا به نمایش درآمد. پس از آن دنباله دوم به نام مرد عنکبوتی: چالش اژدها در اروپا و استرالیا منتشر شد.